# Sigue tu camino
Sigue tu camino es el séptimo álbum de la banda argentina de ska Los Auténticos Decadentes, publicado el 21 de noviembre de 2003, bajo la producción artística en general por Martín Lorenzo.

## Descripción
Sigue tu camino marca un cambio importante en la vida de Los Auténticos Decadentes. Por primera vez varios de los integrantes de la banda se pusieron a componer diferentes canciones, dando a luz así 14 temas seleccionados de entre todos ellos, selección que por cierto, no resultó para nada fácil. El álbum contiene un cover de Attaque 77 llamado «Beatle», perteneciente al álbum Radio Insomnio del 2000.
También cuenta como invitados a El Chaqueño Palavecino en el tema «Río», Los Chunguitos en «Como la abeja y la flor», y El Gran Silencio en «A los piropos».

## Lista de canciones
| Sigue tu camino |                                                |                                                                                           |          |  |
| N.º             | Título                                         | Escritor(es)                                                                              | Duración |  |
| 1.              | «Sigue tu camino»                              | Jorge Serrano                                                                             | 3:10     |  |
| 2.              | «Viviré por siempre»                           | Jorge Serrano                                                                             | 4:32     |  |
| 3.              | «Pendeviejo»                                   | Gustavo Parisi · Juan Pablo Absatz · Pablo Armesto                                        | 3:32     |  |
| 4.              | «Como la abeja y la flor» (con Los Chunguitos) | Diego Demarco                                                                             | 4:06     |  |
| 5.              | «Un osito de peluche de Taiwán»                | Jorge Serrano                                                                             | 4:07     |  |
| 6.              | «Ángel y demonio»                              | Daniel Zimbello · Guillermo Eijo · Gustavo Parisi · Juan Pablo Absatz · Ángel Diego Merlo | 4:04     |  |
| 7.              | «Río» (con El Chaqueño Palavecino)             | Pablo Armesto                                                                             | 4:36     |  |
| 8.              | «Los amigos del campeón»                       | Pablo Armesto                                                                             | 3:16     |  |
| 9.              | «La prima lejana»                              | Diego Demarco                                                                             | 4:08     |  |
| 10.             | «A los piropos» (con El Gran Silencio)         | Claudio Carrozza · Daniel Zimbello · Guillermo Eijo · Gustavo Parisi                      | 3:36     |  |
| 11.             | «Bichiluz»                                     | Jorge Serrano                                                                             | 2:59     |  |
| 12.             | «Ay! Mi vida»                                  | Alberto Tamayo · Fabián Sayans                                                            | 3:25     |  |
| 13.             | «Perro celestial»                              | Jorge Serrano                                                                             | 5:13     |  |
| 14.             | «Beatle»                                       | Ciro Pertusi                                                                              | 2:52     |  |

## Músicos
| Los Auténticos Decadentes - Gustavo "Cucho" Parisi – voz. - Jorge "Perro viejo" Serrano – guitarras, voz, coros y pincullo. - Diego Demarco – guitarra, voz y coros. - Gustavo "Nito" Montecchia – guitarras y coros. - Gastón "El Francés" Bernardou – percusión, efectos y sintetizadores. - Martín "La Mosca" Lorenzo – percusión y coros. - Daniel Zimbello – trombón. - Pablo Armesto – bajo y coros. - Pablo "Flaco" Rodríguez – saxos, flauta y pincullo. - Eduardo "El Animal" Trípodi – percusión y coros. - Mariano "Negro" Franceschelli – batería, bajo, percusión y coros. - Guillermo "Capanga" Eijo – trompeta. - Gustavo Carrozzo – teclados. | Invitados - Los Chunguitos – participación especial en «Como la abeja y la flor» (Cortesía por Producciones AR). - El Gran Silencio – participación especial en «A los piropos» (Cortesía por EMI Music México S.A. de C.V.). - Chaqueño Palavecino – voz en «Río». - Fabián "El Suizo" Sayans – voz, guitarras y coros. Productores - Juanchi Baleirón en 1, 5, 8, 9, 11 y 13. - Mariano Franceschelli y Martín Lorenzo en 2, 4, 7, 12 y 14. - Juan Pablo Absatz en 3, 6 y 10. - Chema Domínguez y Los Chunguitos – producción en Madrid. |

## Personal y créditos

### Grabación y mezcla
- Todos los temas grabados en Estudios Labardén (Buenos Aires, Argentina), entre agosto y septiembre de 2003.
  - Las voces de 1, 5, 8, 9, 11 y 13 grabadas en La Alegría de Vivir (Buenos Aires, Argentina).
  - Las voces de Los Chunguitos grabadas en Estudios JD (Madrid, España).
  - Las voces de El Gran Silencio grabadas en La Casa del Abuelo (Monterrey, Nuevo León, México).
- Todos los temas mezclados en Circo Beat Studio (Buenos Aires, Argentina), excepto:
  - «Viviré por siempre» en South Beach Studios (Miami, Florida).
  - «Como la abeja y la flor» en Igloo Music (Los Ángeles, California).
  - «A los piropos» en Estudios Labardén (Buenos Aires, Argentina).

### Ingenieros
- Eduardo Herrera – grabación de bases en 2, 4, 7, 10, 12 y 14; mezcla en 3, 6, 7, 10, 12 y 14.
- Sebastián Percal – grabación y mezcla en 1, 5, 8, 9, 11 y 13.
- César Sogbe – mezcla en 2.
- Gustavo Borner – mezcla en 4.
- Pedro Pearson – grabación de bases en 3; grabación de overdubs en 2 y 12.
- Claudio Barberón – grabación de overdubs en 3, 6 y 10.
- Juan “Chachi” Lorenzo – grabación de overdubs en 2, 4 y 7.
- Oscar Gzz – grabación de overdubs de El Gran Silencio en 10.
- José De Marcos – grabación de las voces de Los Chunguitos en 4.
- Hugo "Chiche" Santander y Silvio Massimo – asistentes en Estudios Lavarden.
- Ricardo Gafil Marín y Martín "La Mosca" Lorenzo – asistentes en Circo Beat Studio.
- Masterizado en Mr. Master por Eduardo Bergallo.

### Producción artística
- Producción general: Martín "La Mosca" Lorenzo.
- Producción ejecutiva: Gustavo "Nito" Montecchia para Tocka Discos.
- Coordinador de arte de tapa: Guillermo "Capanga" Eijo.